# فلة الحسن
فِلَّة الحسن هي بلدية تقع في مقاطعة سمورة في قشتالة وليون بإسبانيا. بلغ عدد سكان البلدية 375 نسمة وفقًا لتعداد عام 2004 (INE).